# Казалетто-ди-Сопра
Казалетто-ди-Сопра (итал. Casaletto di Sopra) — коммуна в Италии, располагается в регионе Ломбардия, в провинции Кремона.
Население составляет 586 человек (2008 г.), плотность населения составляет 73 чел./км². Занимает площадь 8 км². Почтовый индекс — 26014. Телефонный код — 0373.
Покровителем коммуны почитается святой Патрик, празднование в третье воскресение октября.

## Демография
Динамика населения:

## Администрация коммуны
- Официальный сайт: